# Hakataramea River
Der Hakataramea River ist ein Fluss in der Region Canterbury, auf der Südinsel von Neuseeland.

## Geographie
Der Hakataramea River entspringt an der südöstlichen Flanke eines 1601 m hohen Gipfels im mittleren Teil der rund 17,5 km langen in Nord-Süd-Richtung ausgerichteten Dalgety Range, die den Fluss westlich begleiten. Der Fluss besitzt eine Länge von 69 km und rund die Hälfte davon fließt der Hakataramea River anfänglich in südliche Richtung, bis er sich auf dem letzten Teil seines Flussverlaufes in einem langen Bogen nach Südwesten ausrichtet und bei kleinen Gemeinde Kurow als linksseitiger Nebenfluss in den Waitaki River mündet. An der östlichen Seite begleiten die The Hunters Hills den Fluss. Der Hakataramea River entwässert eine Fläche von 336 km².

## Landwirtschaft
Ein bis zu 8 km breites fruchtbares, für die Landwirtschaft genutztes Tal öffnet sich beidseits auf der letzten Hälfte des Flussverlaufs. Dort wird auch der größte Teil der knapp 7 Mill Kubikmeter Wasser genutzt, mit dem eine Fläche von 2580 Hektar bewässert wird.